# 保罗·泽尔纳
保罗·泽尔纳（德語：Paul Söllner，1911年6月5日—1991年4月8日），德国男子赛艇运动员。他曾代表德国参加1936年夏季奥林匹克运动会赛艇比赛，获得男子四人单桨有舵手金牌。